# Bhiwani (huyện)
Huyện Bhiwani là một huyện thuộc bang Haryana, Ấn Độ. Thủ phủ huyện Bhiwani đóng ở Bhiwani. Huyện Bhiwani có diện tích 5140 ki lô mét vuông. Đến thời điểm năm 2001, huyện Bhiwani có dân số 1424554 người.